# Corvus caurinus
Corvus brachyrhynchos caurinus (лат.) — подвид Corvus brachyrhynchos, птиц из рода во́ронов. Распространён на северо-западе Северной Америки. Был описан Спенсером Бэйрдом в 1858 году.

## Описание
Внешне Corvus caurinus похож на западные формы американского ворона (C. brachyrhynchos), но немного меньше размером (33-41 см в длину), с пропорционально укороченными ногами и более тонким клювом; также его отличает более короткий хвост и более короткие кости плюсны. Масса тела может варьироваться от 316 до 620 г. Самцы обычно крупнее самок. По цвету оперения эти виды практически не отличаются. Неспециалисту различить их возможно лишь по местообитанию.
Существуют неподтверждённые сообщения о гибридах с американским вороном.

### Естественные враги
Неполный список таковых включает кошек, енотов, хищных птиц и обыкновенных воронов. Чтобы защититься от нападения вышеперечисленных врагов, Corvus caurinus собираются в большие группы.

## Среда обитания и распространение
Родиной Corvus caurinus является Северная Америка. Этот вид встречается в прибрежных районах и островах на юге Аляски, в Британской Колумбии и штате Вашингтон. Часто этих воронов можно увидеть в черте города и городских районах.

## Питание
В основном питается вдоль береговой линии. Рацион Corvus caurinus очень похож на рацион рыбного ворона (Corvus ossifragus); он ест рыбу, которую находит на мели, моллюсков и крабов, а также прочесывает мусорные баки в поисках пригодной пищи. Также регулярно потребляет насекомых, беспозвоночных и различные фрукты (особенно ягоды). Совершает набеги на гнезда других птиц, поедая яйца и птенцов.

### Интересные факты
Наблюдатели описывают, как ворон взлетал в воздух с мидиями и бросал их на твердую поверхность, чтобы те разбились, и их было проще открыть. Также было замечено, что ворон размачивает засохшие куски хлеба в воде.

## Гнездование
Corvus caurinus селятся парами, но иногда основывают небольшие колонии на деревьях или густо разросшихся кустах. Сезон размножения начинается рано, некоторые птицы высиживают яйца к началу апреля. Очень редко гнездятся в нишах на скалах или даже на голой скальной поверхности. Молодняк, который не заводит собственного гнезда, может помогать другим в постройке. В кладке 4-5 яиц.

## Голос
Голосовой диапазон Corvus caurinus довольно велик. Наиболее распространённые звуки — высокий звук «кау» и звук, похожий на звук пробки, вылетающей из бутылки. «Вок-вок-вок» — позывной, используемый отстающей птицей во время полета (при движении в группе). Также издает всевозможные кликающие звуки.

## Изображения

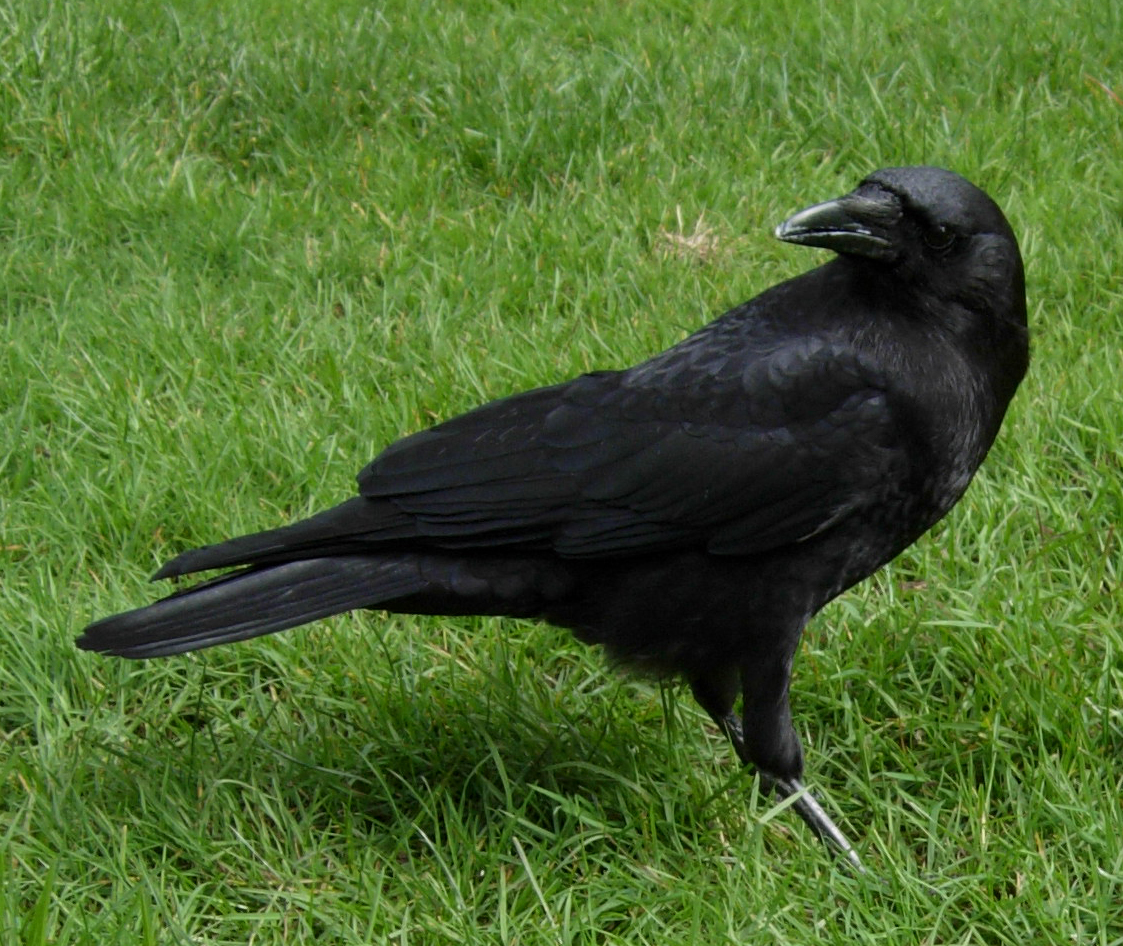
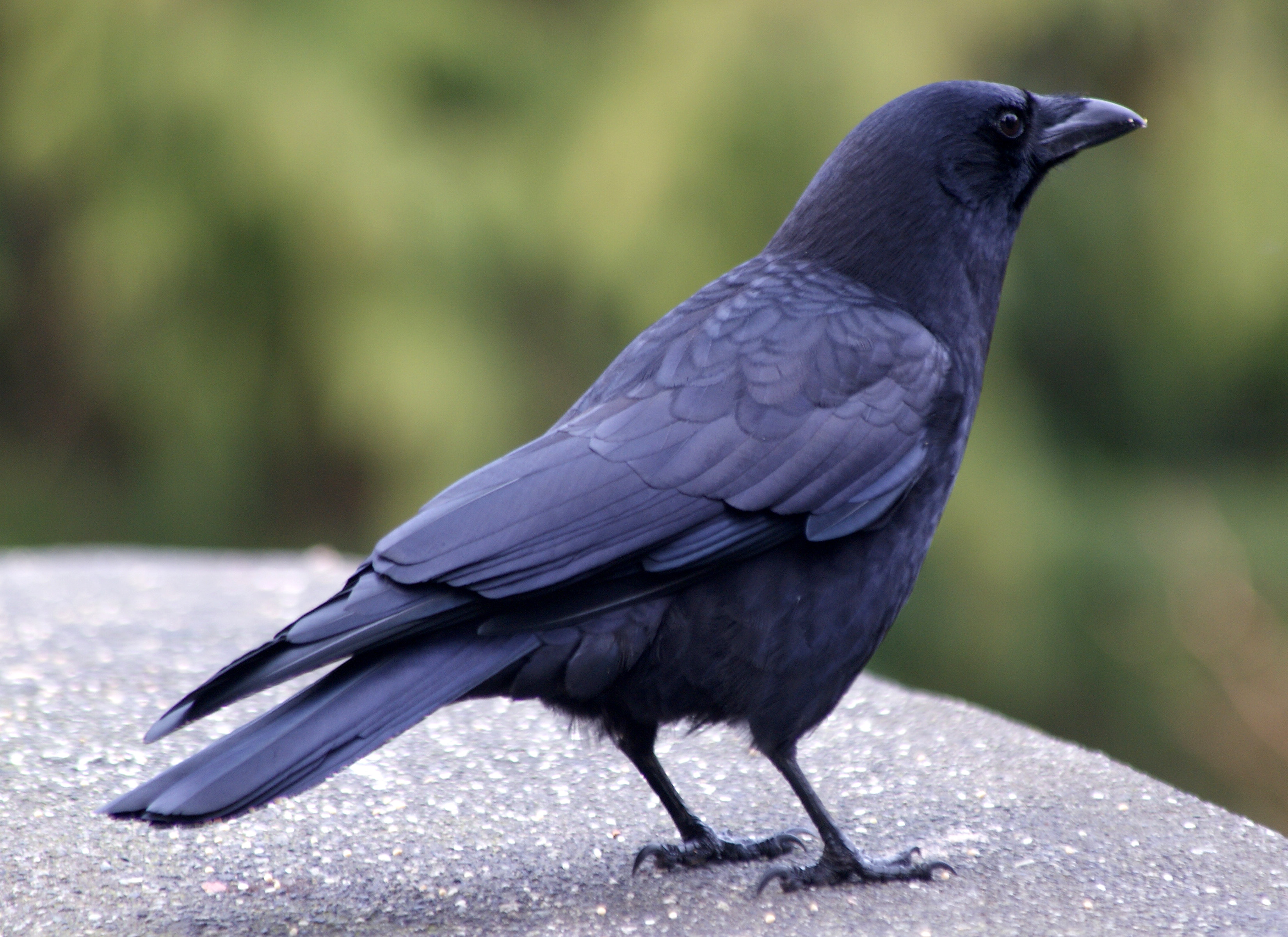
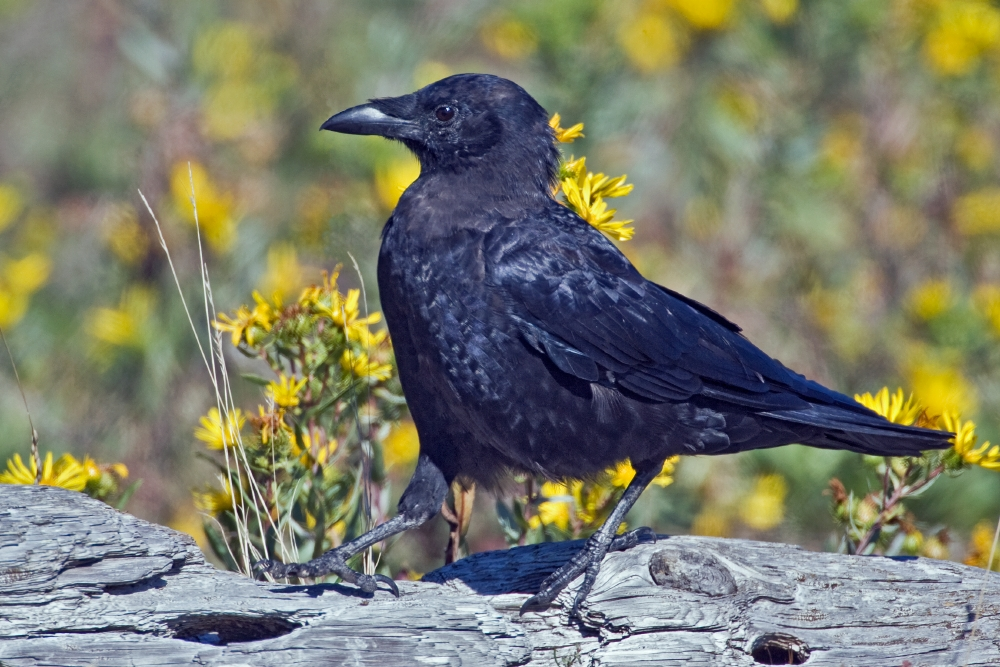
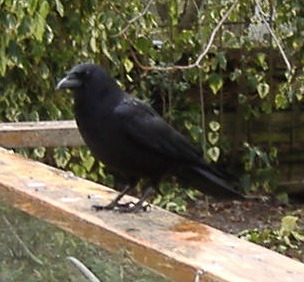
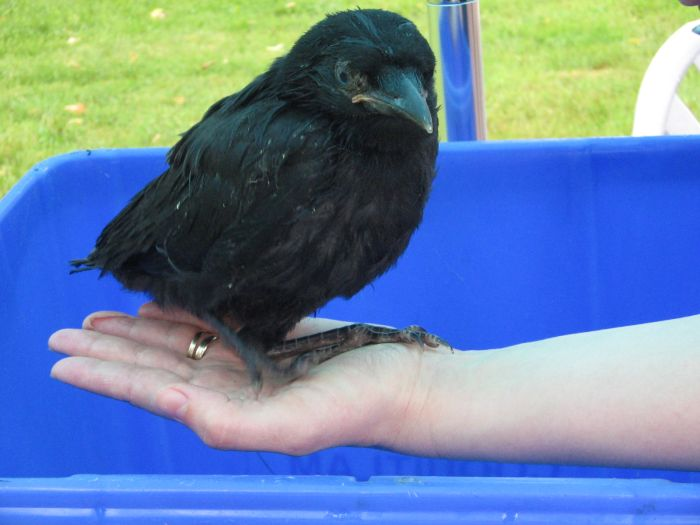
птенец

### Фото
- Corvus caurinus Архивная копия от 25 июля 2019 на Wayback Machine // The Academy of Natural Sciences of Drexel University
- изображение черепа Corvus caurinus Архивная копия от 24 сентября 2015 на Wayback Machine
- Архивная копия от 8 августа 2004 на Wayback Machine
- Архивная копия от 30 сентября 2007 на Wayback Machine
- в городе

### Звуки
- Northwestern Crow call (two birds)

### Видео
- Corvus caurinus in the Internet Bird Collection